# Sandeep Kumar (Regisseur)
Sandeep Kumar  (* 1974 in Neu-Delhi) ist ein indischer Filmproduzent, Schauspieler, Regisseur und Filmemacher.

## Leben
Sandeep Kumar wurde 1974 in Neu-Delhi geboren, wo er auch aufwuchs.
Später studierte er Technik und Wirtschaft in Deutschland und den Vereinigten Staaten, begann Kurzfilme zu drehen und ist auch der Erfinder des Genres „Austro Bollywood“ (Crossover aus Bollywood und österreichischem Kino). Um das Jahr 2002 war Kumar nach Österreich gekommen und hatte sich hier niedergelassen. Kumar nahm an diversen Schauspiel- und Filmworkshops teil und war Gasthörer bei Michael Haneke an der Filmakademie in Wien. Neben seinem eigentlichen Beruf als Managementberater begann er Dokumentar- und Spielfilme zu drehen.
2010 brachte er den ersten Austro-Bollywood-Film Kesariya Balam – Liebe ohne Grenzen, der viele Auszeichnungen erhielt, ins Kino. Bei der Wiener Landesmeisterschaft gewann er damit Gold; 2011 wurde er damit zum österreichischen Staatsmeister erklärt. Servus Ishq (2014, Ishq, deutsch Liebe) war sein zweiter Spielfilm, der in den österreichischen Kinos lief. Produziert wurde er von dem Oscar-gekrönten Produzenten Josef Aichholzer im Zusammenwirken mit Kumar. In beiden Filmen spielt Sandeep Kumar auch die Hauptrolle. Die Wiener Zeitung schrieb zum Kinostart, „Bollywood“ sei „nicht nur in Indien zu Hause“. Im Film wird die Geschichte einer jungen Frau erzählt, die es nach Österreich verschlägt, um dort den letzten Wunsch ihrer verstorbenen Großmutter zu erfüllen.
In seinem Film Ohne Bekenntnis von 2019 beschäftigt Kumar sich mit den in Österreich lebenden Hindus. In Österreich wird der Hinduismus vom Staat nicht als Religion anerkannt. Der Film wurde als Eröffnungsfilm beim Seva India Festival gezeigt.
Seinen Kinofilm Mehrunisa (2021) drehte Kumar mit der in Indien berühmten Schauspielerin Farukh Jaffar in der Hauptrolle. Der Film wurde vielfach prämiert und lief auch auf dem Filmfestival Diagonale. Er handelt vom Aufbegehren und dem Kampf einer alten indischen Schauspielerin gegen das patriarchale System Indiens. 2022/2023 drehte Kumar den Film Happy (mit Lilian Klebow, Roland Düringer, Kerstin Katrin Butt, Sahidur Rahaman, Gisela Salcher). Der gesellschaftskritische Film thematisiert eine besondere Beziehung zwischen Vater und Tochter. Obwohl die drohende Abschiebung des Vaters in naher Zukunft ansteht, versucht er, seiner Tochter ein normales Leben vorzutäuschen.
Sandeep Kumar ist Mitglied der Akademie des Österreichischen Films und im Verband Filmregie Österreich. Er lebt in Wien.

## Filmografie (Auswahl)
– als Produzent, wenn nicht anders angegeben –
- 2010: Kesariya Balam – Liebe ohne Grenzen (auch Regie, Drehbuch und Schauspieler)
- 2014: Servus Ishq (auch Regie, Drehbuch und Schauspieler)
- 2015: The UNIDO Energy Programme (Kurzfilm)
- 2016: The UNIDO LCET Programme (Kurzfilm)
- 2016: Games of Strange (Fernsehserie, Staffel 2, Epis. 4 The Old & the Very New)
- 2016: Matching Champions (Fernsehserie, S2/E4)
- 2019: Ohne Bekenntnis (Dokumentarfilm; auch Regie)
- 2020: Another Day in Manhattan (Kurzfilm; auch Regie)
- 2021: Mehrunisa (auch Regie und Drehbuch)
- 2023: Red Cotton (Kurzfilm)
- 2024: Another Christmas in Manhattan (Regie und Drehbuch)
- 2024: Happy (auch Regie und Drehbuch)

## Auszeichnungen (Auswahl)
- 2011 Staatsmeisterschaft in Österreich:[11]
  - Staatsmeister
  - Gold und erster Platz
  - Sonderpreis für bemerkenswerte Regie